# Virelade
Virelade ist eine französische Gemeinde mit 1.120 Einwohnern (Stand 1. Januar 2022) im Département Gironde in der Region Nouvelle-Aquitaine.
Die Gemeinde liegt am linken Ufer der Garonne, in die hier der Zufluss Barboue einmündet.
Die nächsten Nachbargemeinden sind Arbanats im Nordwesten und Podensac im Südosten.
Auf der Gemeindegemarkung existieren Überreste einer galloromanischen Villa, eine Motte und eine Burg.

## Bevölkerungsentwicklung
| Jahr      | 1962 | 1968 | 1975 | 1982 | 1990 | 1999 | 2007 | 2014 |
| --------- | ---- | ---- | ---- | ---- | ---- | ---- | ---- | ---- |
| Einwohner | 552  | 559  | 646  | 727  | 734  | 749  | 875  | 1030 |

## Sehenswürdigkeiten
- Kirche Sainte-Marie

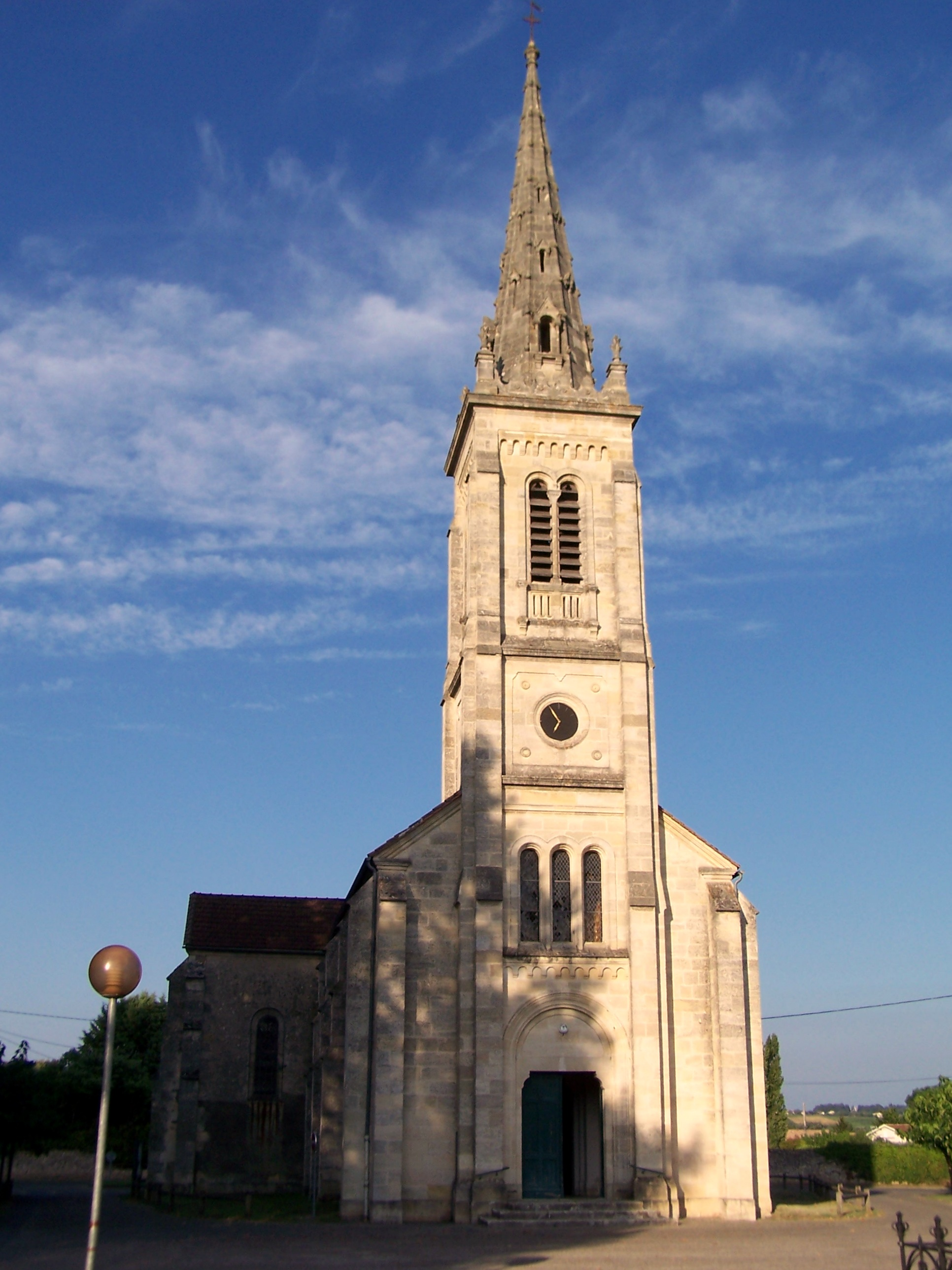
Kirche Sainte-Marie

- Siehe auch: Liste der Monuments historiques in Virelade